# The Human League
The Human League est un groupe new wave de synthpop britannique, originaire de Sheffield, en Angleterre. Lié au mouvement des Nouveaux Romantiques, il connaît un succès important dans les années 1980, notamment grâce aux tubes Don't You Want Me, (Keep Feeling) Fascination, Mirror Man et Human.
Depuis 1978, the Human League compte neuf albums studio, quatre EP, 30 singles et plusieurs compilations. Ils comptent aussi cinq albums et huit singles classés au UK Top 10,.

## Biographie

### Débuts (1977-1980)
La première incarnation du groupe se forme en 1977, dans la lignée de formations éphémères ayant donné des concerts au Meatwhistle, un ancien théâtre reconverti en paradis de la jeunesse sheffieldienne, où de nombreux acteurs de la renaissance post-punk et new wave de l'ancienne capitale de l'acier et de la coutellerie se rencontrent. Il y a là Paul Bowers, rédacteur en chef du fanzine punk Gunrubber, qui fondera le groupe 2.3, Adi Newton qui participe au fanzine et qui fondera le groupe Clock DVA, et bien entendu Martyn Ware et Ian Greg Marsh, qui sont amis depuis longtemps, traînant en ville avec leur style de fans de glam-rock. Ces derniers, Adi, Martyn et Ian, fondent d'abord le groupe The Future, première incarnation de The Human League. 
Comme le raconte Uwe Schutte dans son livre Kraftwerk: Future Music From Germany, Martyn aurait reçu un choc esthétique lors d'une soirée entre amis où le guitariste de Cabaret Voltaire, Stephen Mallinder, lui aurait fait écouter Trans Europe Express, du groupe Kraftwerk. C'est avec un synthétiseur en kit que l'opérateur informatique, accompagné de Newton et de Marsh, compose les premières notes de The Future, au Meatwhistle. Avec l'argent de son métier, Ware offre au groupe un joli cadeau, avec l'acquisition d'un synthé "Korg 700" et d'un "Roland System 100", comme il le narre dans la première partie de son autobiographie, publiée en 2022. Armé de ces deux bijoux électroniques, et avec l'aide de Newton, ils composent les premiers morceaux du groupe, un mélange d'expérimentations planantes dans la veine de la pionnière Wendy Carlos, et de proto-techno ultra futuriste, que l'on a découvert grâce à la compilation "The Golden Hour of The Future", parue en 2008.
Après avoir tenté leur chance auprès de labels à Londres, comme le raconte Simon Reynolds dans Rip It Up, Ware et Marsh décident de congédier Adi Newton et se mettent en recherche d'un véritable chanteur. C'est Martyn Ware, qui se rend chez Phil Oakey et lui fait écouter Trans Europe Express, de Kraftwerk, et I Feel Love, de Donna Summer, comme le raconte Phil dans Totally Wired, un livre d'entretien avec Reynolds. D'accord avec la ligne artistique du duo, Oakey est recruté et c'est la naissance officielle de The Human League.
Leur premier choix s'était porté sur Glenn Gregory (futur chanteur du groupe Heaven 17), mais celui-ci n'était pas libre. Un directeur visuel viendra également rejoindre le groupe en la personne d'Adrian Wright. The Human League sort son premier single la même année, Being Boiled, qui se vend à près de 5 000 exemplaires au lieu des 1 000 prévus. Il sera suivi d'un EP instrumental : The Dignity of Labour. Après avoir assuré la première partie de Siouxsie and the Banshees durant l'automne, ils sortiront leur premier album en 1979 : Reproduction, accompagné du single Empire State Human.
La même année, l'arrivée de Gary Numan  éclipsera totalement The Human League. Il faudra attendre 1980 pour voir le groupe accéder à un modeste succès avec l'album Travelogue et l'EP Holiday. Le single Only After Dark ne rencontra, lui,  aucun succès. Une tournée épuisante et infructueuse, d'incessants conflits et des directions musicales différentes amènent le groupe à se séparer en octobre 1980. Martyn Ware et Ian Marsh partiront fonder Heaven 17 avec lequel ils obtiendront de nombreux succès, dépassant même celui de The Human League en 1983. Il est décidé que Phil Oakey conserverait le nom The Human League, en échange de 1 % des royalties du prochain album (en l'occurrence, Dare), un bénéfice très appréciable pour Heaven 17[réf. nécessaire].

### Nombreux succès (1981-1983)
Deux jeunes choristes, encore mineures, sont recrutées au Crazy Daisy, une discothèque de Sheffield : Joanne Catherall et Susanne Sulley. Deux musiciens viennent également gonfler les rangs : le bassiste Ian Burden et le guitariste Jo Callis. Après un single de transition, Boys and Girls, The Human League prend son envol avec les quatre singles The Sound of the Crowd, Love Action, Open your Heart et surtout Don't You Want Me (N°1), qui atteindront tous le top 20. Ils sont extraits de l'album Dare (N°1) qui sera certifié triple disque de platine[réf. nécessaire].
Dans la foulée, The Human League ressort, début 1982, l'un de ses premiers titres : Being Boiled, avec un Top 10 à la clef.  Le groupe ne parvient pas à renouveler cet écrasant succès et leur quatrième album se fait attendre. En attendant, The Human League sort deux singles, Mirror Man en 1982 et (Keep Feeling) Fascination en 1983, tous deux extraits d'un EP sorti en 1983, également appelé Fascination. En 1983, sur la route du succès, Heaven 17 devient plus populaire et éclipsera, pour quelque temps du moins, The Human League[réf. nécessaire].

### Déclin et carrière solo de Oakey (1984-1988)
Le quatrième album arrive pour le printemps 1984. Il porte comme titre Hysteria en référence à la mauvaise ambiance qui a régné tout au long de l'enregistrement.
S'il atteint une troisième place fort honorable, le succès reste néanmoins bien éloigné de celui de son prédécesseur, tout comme les trois singles extraits de l'album, dont aucun n'atteindra le Top 10 : The Lebanon, Life on Your Own et Louise.
L'année 1984 se termine toutefois sur une note positive : Phil Oakey vient de participer à la bande originale du premier film Virgin intitulé Electric Dreams. Il interprète la chanson principale du film : Together in Electric Dreams, une collaboration avec Giorgio Moroder, atteindra la place N°3, bien mieux que les singles du dernier album. 
L'idée d'un album solo pour Phil Oakey fait son chemin, et l'amène dans les studios avec Giorgio Moroder dans le courant de l'année 1985. Néanmoins, l'enregistrement est rapide, et l'album, sobrement intitulé Philip Oakey and Giorgio Moroder, est un relatif échec, malgré la présence de Together in Electric Dreams. Les deux autres singles, Goodbye Bad Times et Be My Lover Now, connaissent un sort similaire.
Toujours en 1985, le guitariste Jo Callis quitte le groupe. Human League commence alors l'enregistrement de son nouvel album, Crash, qui sortira en 1986. Si celui-ci figure dans le Top 10 des ventes, l'ambiance pendant l'enregistrement est toujours aussi tendue, sans compter que cet album sera composé par Jimmy Jam et Terry Lewis, ces derniers demandant même au groupe de quitter les studios pour les laisser composer l'album seuls.
Trois singles en seront extraits : Human sera dans le Top 10 britannique, mais surtout, ce sera leur deuxième N°1 aux États-Unis après Don't You Want Me. Les deux autres singles n'auront pas cette chance : I Need Your Loving passe complètement inaperçu, tandis que Love is all that matters fait un peu mieux, accompagnant la sortie d'un best-of en 1988. Adrian Wright quitte le groupe en 1986, suivi en 1988 par Ian Burden[réf. nécessaire].

### Années 1990
Pour leur sixième album, il ne reste plus que le chanteur Phil Oakey et les deux choristes Joanne Catherall et Susanne Sulley de la formation originelle[réf. nécessaire]. L'album Romantic, tout comme les singles Heart Like a Wheel et Soundtrack to a Generation, ne seront pas de grands succès. Malgré tout, Human League retrouve le chemin des studios pour leur septième album sorti en 1995 : Octopus, qui leur offre un Top 10.
Les singles qui en sont extraits connaîtront également de bonnes places dans les charts : Tell Me When leur amène enfin un tube, qui leur avait manqué depuis près de dix ans. One Man in My Heart est une ballade interprétée par Susanne Sulley. Deux autres singles sortiront également : Filling up with Heaven puis Stay with Me Tonight en 1996. Un remix de Don't You Want Me sort dans la foulée et atteint le Top 20.

### Années 2000-2010
L'année 2001 est très importante pour Human League, la sortie de leur huitième album, Secrets, étant un grand succès critique, un véritable retour aux sources dans la veine de Dare sorti vingt ans plus tôt.
Le succès resta toutefois modeste, la faute à leur nouvelle maison de disques, Papillon Records, dont la faillite est prononcée peu après, empêchant toute promotion et une bonne distribution des disques. Le single All I Ever Wanted fait le bonheur des fans, malgré un succès modeste là encore. Ce retour aux sources fut vivement salué. Le deuxième single, Love me Madly, à la suite d'une diffusion très confidentielle, ne parvint pas à se classer dans les charts[réf. nécessaire].
Depuis, Human League se concentre sur les concerts et les nombreuses tournées : l'album Dare a été rejoué dans son intégralité, et un DVD Live at the Dome est sorti en 2005[réf. nécessaire].

## Reprises
Soraya Arnelas ainsi que le groupe Alcazar ont repris Don't You Want Me dans les années 2000 tandis que les groupes allemands Atrocity et KMFDM ont repris Being Boiled, respectivement en 2002 et 2009.

## Discographie

### Albums studio
| Année | Titre        | Charts (R-U)[réf. nécessaire] | Temps passé | Dates d'entrée et sortie | Certifications           |
| ----- | ------------ | ----------------------------- | ----------- | ------------------------ | ------------------------ |
| 1979  | Reproduction | 34                            | 23 semaines | 22/08/1981 - 13/03/1982  | Disque d'or              |
| 1980  | Travelogue   | 16                            | 42 semaines | 31/05/1980 - 17/04/1982  | Disque d'or              |
| 1981  | Dare         | 1                             | 73 semaines | 24/10/1981 - 20/10/2001  | Triple disque de platine |
| 1984  | Hysteria     | 3                             | 18 semaines | 19/05/1984 - 15/09/1984  | Disque d'or              |
| 1986  | Crash        | 7                             | 6 semaines  | 20/09/1986 - 25/10/1986  | Disque d'or              |
| 1990  | Romantic     | 24                            | 2 semaines  | 29/09/1990 - 06/10/1990  | ...                      |
| 1995  | Octopus      | 6                             | 12 semaines | 04/02/1995 - 13/05/1995  | Disque d'or              |
| 2001  | Secrets      | 44                            | 1 semaine   | 18/08/2001               | ...                      |
| 2011  | Credo        | ...                           | ...         | ...                      | ...                      |

### EP
| Année | Titre                 | Charts (R-U)[réf. nécessaire] | Temps passé[réf. nécessaire] | Dates d'entrée et sortie[réf. nécessaire] |
| ----- | --------------------- | ----------------------------- | ---------------------------- | ----------------------------------------- |
| 1979  | The dignity of labour | ...                           | ...                          | ...                                       |
| 1980  | Holiday               | 46                            | 10 semaines                  | 03/05/1980 - 06/03/1982                   |
| 1983  | Fascination           | ...                           | ...                          | ...                                       |

### Singles
| Année | Titre                                      | Charts (R-U)[réf. nécessaire] | Temps passé[réf. nécessaire] | Dates d'entrée et sortie[réf. nécessaire] | Album          |
| ----- | ------------------------------------------ | ----------------------------- | ---------------------------- | ----------------------------------------- | -------------- |
| 1978  | Being Boiled                               | ...                           | ...                          | ...                                       | ...            |
| 1979  | I Don't Depend on You (the Men)            | ...                           | ...                          | ...                                       | ...            |
| 1979  | Empire State Human                         | 62                            | 2 semaines                   | 21/06/1980 - 28/06/1980                   | Reproduction   |
| 1980  | Only after Dark                            | ...                           | ...                          | ...                                       | Travelogue     |
| 1981  | Boys and Girls                             | 48                            | 4 semaines                   | 28/02/1981 - 21/03/1981                   | ...            |
| 1981  | The Sound of the Crowd                     | 12                            | 10 semaines                  | 02/05/1981 - 04/07/1981                   | Dare           |
| 1981  | Love action                                | 3                             | 13 semaines                  | 08/08/1981 - 31/10/1981                   | Dare           |
| 1981  | Open your heart                            | 6                             | 9 semaines                   | 10/10/1981 - 05/12/1981                   | Dare           |
| 1981  | Don't You Want Me                          | 1                             | 13 semaines                  | 05/12/1981 - 27/02/1982                   | Dare           |
| 1982  | Being Boiled (Remix)                       | 6                             | 9 semaines                   | 09/01/1982 - 06/03/1982                   | ...            |
| 1982  | Mirror Man                                 | 2                             | 11 semaines                  | 20/11/1982 - 29/01/1983                   | Fascination EP |
| 1983  | Fascination                                | 2                             | 9 semaines                   | 23/04/1983 - 18/06/1983                   | Fascination EP |
| 1984  | The Lebanon                                | 11                            | 8 semaines                   | 05/05/1984 - 30/06/1984                   | Hysteria       |
| 1984  | Life on Your Own                           | 16                            | 7 semaines                   | 30/06/1984 - 18/08/1984                   | Hysteria       |
| 1984  | Louise                                     | 13                            | 10 semaines                  | 17/11/1984 - 19/01/1985                   | Hysteria       |
| 1986  | Human                                      | 8                             | 8 semaines                   | 23/08/1986 - 11/10/1986                   | Crash          |
| 1986  | I Need Your Loving                         | 72                            | 2 semaines                   | 22/11/1986 - 29/11/1986                   | Crash          |
| 1988  | Love Is All that Matters                   | 41                            | 5 semaines                   | 15/10/1988 - 12/11/1988                   | Crash          |
| 1990  | Heart Like a Wheel                         | 29                            | 5 semaines                   | 18/08/1990 - 15/09/1990                   | Romantic       |
| 1990  | Soundtrack to a generation                 | 77                            | 2 semaines                   | 24/11/1990 - 01/12/1990                   | Romantic       |
| 1995  | Tell Me When                               | 6                             | 9 semaines                   | 07/01/1995 - 04/03/1995                   | Octopus        |
| 1995  | One Man in My Heart                        | 13                            | 8 semaines                   | 18/03/1995 - 06/05/1995                   | Octopus        |
| 1995  | Filling Up with Heaven                     | 36                            | 2 semaines                   | 17/06/1995 - 24/06/1995                   | Octopus        |
| 1996  | Stay with Me Tonight                       | 40                            | 2 semaines                   | 20/01/1996 - 27/01/1996                   | Greatest Hits  |
| 2001  | All I Ever Wanted                          | 47                            | 1 semaine                    | 11/08/2001                                | Secrets        |
| 2003  | Love Me Madly                              | ...                           | ...                          | ...                                       | Secrets        |
| 2007  | The Things that Dreams Are Made of (remix) | ...                           | ...                          | ...                                       | ...            |
| 2010  | Night People                               | ...                           | ...                          | ...                                       | Credo          |
| 2011  | Never Let Me Go                            | ...                           | ...                          | ...                                       | Credo          |

### Compilations
| Année | Titre                             | Charts (R-U)[réf. nécessaire] | Charts (R-U)[réf. nécessaire] | Certifications[réf. nécessaire] |
| Année | Titre                             | UK                            | NZL                           | Certifications[réf. nécessaire] |
| ----- | --------------------------------- | ----------------------------- | ----------------------------- | ------------------------------- |
| 1988  | Greatest Hits                     | 3                             | 48                            | - UK: 2× platine                |
| 1995  | Greatest Hits                     | 28                            | —                             |                                 |
| 1996  | Soundtrack to a Generation        | —                             | —                             |                                 |
| 1997  | The Best of                       | —                             | —                             | - UK: argent                    |
| 1998  | The Very Best of The Human League | —                             | —                             |                                 |
| 2002  | The Golden Hour of the Future     | —                             | —                             |                                 |
| 2003  | The Very Best of The Human League | 24                            | —                             | - UK: Silver                    |
| 2005  | Original Remixes and Rarities     | —                             | —                             |                                 |
| 2011  | Essential                         | —                             | —                             |                                 |
| 2012  | Dare/Fascination!                 | —                             | —                             |                                 |
| 2012  | Greatest Hits on CD&DVD           | —                             | —                             |                                 |
| 2013  | Gold                              | —                             | —                             |                                 |
| 2016  | A Very British Synthesizer Group  | 90                            | —                             |                                 |

### Albums solo de Phil Oakey
| Année | Titre                          | Charts (R-U)[réf. nécessaire] | Temps passé[réf. nécessaire] | Dates d'entrée et sortie[réf. nécessaire] | Certifications[réf. nécessaire] |
| ----- | ------------------------------ | ----------------------------- | ---------------------------- | ----------------------------------------- | ------------------------------- |
| 1985  | Philip Oakey & Giorgio Moroder | 52                            | 5 semaines                   | 10/08/1985 - 07/09/1985                   | ...                             |

### Singles solo de Phil Oakey
| Année | Titre                       | Charts (R-U)[réf. nécessaire] | Temps passé | Dates d'entrée et sortie | Album                          |
| ----- | --------------------------- | ----------------------------- | ----------- | ------------------------ | ------------------------------ |
| 1984  | Together in Electric Dreams | 3                             | 15 semaines | 22/09/1984 - 05/01/1985  | Philip Oakey & Giorgio Moroder |
| 1985  | Goodbye Bad Times           | 44                            | 5 semaines  | 29/06/1985 - 27/07/1985  | Philip Oakey & Giorgio Moroder |
| 1985  | Be My Lover Now             | 74                            | 1 semaine   | 24/08/1985               | Philip Oakey & Giorgio Moroder |

### Clips
- 1979 - Circus of Death
- 1979 - Empire State Human
- 1981 - Love Action
- 1981 - Open Your Heart
- 1981 - Don't You Want Me
- 1982 - Mirror Man
- 1983 - Fascination
- 1984 - The Lebanon
- 1984 - Life on Your Own
- 1984 - Louise
- 1986 - Human
- 1986 - I Need Your Loving
- 1988 - Love Is All that Matters
- 1990 - Heart Like a Wheel
- 1990 - Soundtrack to a Generation
- 1995 - Tell Me When
- 1995 - One Man in My Heart
- 1995 - Filling Up with Heaven
- 2001 - All I ever Wanted